# خانقاه‌کندی (کلیبر)
خانقاه‌کندی یکی از روستاهای استان آذربایجان شرقی است که در دهستان مولان بخش مرکزی شهرستان کلیبر واقع شده‌است.